# Geografía de Corea del Sur

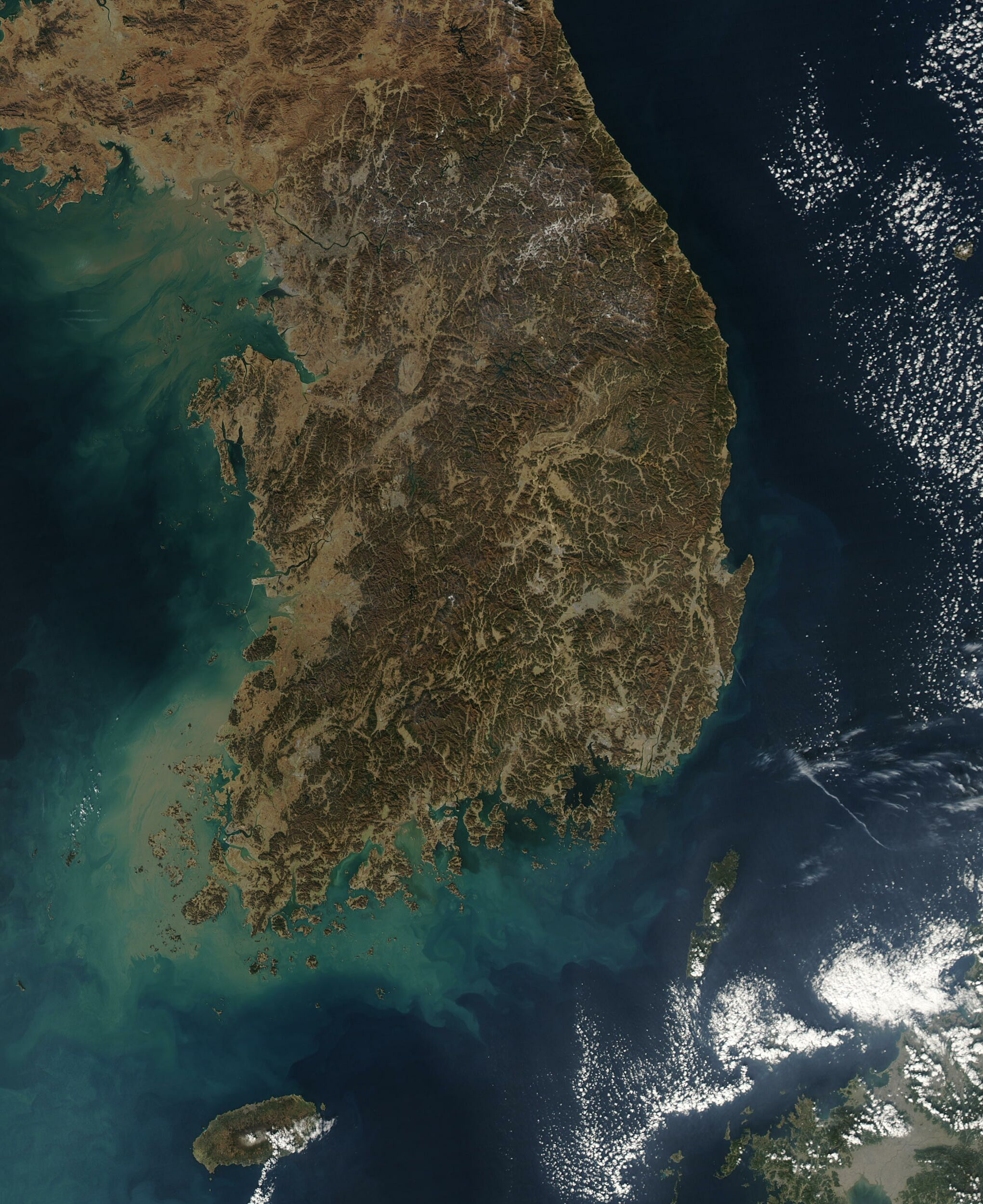
Imagen satelital de Corea del Sur.

Corea del Sur (대한민국) limita al norte con. Corea del Norte (북한), al este con el mar del Japón (llamado mar del Este u Oriental "동해" por los coreanos), al sur con el estrecho de Corea o de Tsushima, que le separa de Japón, y al oeste con el mar Amarillo (llamado mar del Oeste u Occidental "서해" en Corea). El territorio surcoreano abarca la mitad meridional de la península de Corea, de unos 1100 km de longitud, y varias islas del mar Amarillo y del estrecho de Corea. En Jeju-do, la mayor de estas islas, se encuentra el punto más elevado del país, el pico del Hanla (altitud, 1950 metros), un volcán extinto cuyo cráter se ha convertido en un lago. Las costas mantienen el perfil de las del norte: rectilíneas al este, recortadas al sur y al oeste. Por la zona oriental se extiende una larga y estrecha llanura a los pies del Taebaek, una alineación montañosa que va perdiendo altura a medida que desciende hacia el sur.
Con un relieve menos escarpado que el de Corea del Norte, las llanuras se extienden sobre todo por la mitad oeste y sur del país. En estas zonas se ha desarrollado una agricultura que, además de los valles, ha ocupado las laderas de los montes mediante terrazas. Los ríos principales de Corea del Sur son el Han y el Nakdong; ambos nacen en el sistema montañoso del Taebaek, pero luego fluyen en distintas direcciones: el Han se dirige hacia la costa oeste para desembocar en el mar Amarillo, mientras que el Nakdong, de mayor longitud, circula en dirección sur hasta alcanzar las aguas del estrecho de Corea. Excepto este río, la mayoría de los cursos vierten su caudal en la costa occidental; tal es el caso del Imjin, el Kum y el Yongsan.

## Clima
El clima tiene una marcada influencia continental, los inviernos son secos y fríos y las temperaturas descienden por debajo de los 0 °C; los veranos son cálidos, con medias mensuales que se aproximan a los 25 °C. Las temperaturas disminuyen en las zonas montañosas, donde se produce un marcado contraste térmico entre el día y la noche. Las precipitaciones oscilan entre los 1200 y los 1400 mm anuales y se concentran en la estación estival, aunque los tifones —que azotan la costa meridional desde el final del verano y durante el otoño— suelen ir acompañados de fuertes vientos y lluvias torrenciales en todo el año.

## Degradación natural
La vegetación del país es cada vez más escasa debido al desarrollo de la agricultura y a la importante deforestación derivada de la presión demográfica. A pesar de ello, aún hay extensos territorios cubiertos por masas boscosas, de coníferas (sobre todo, pino y abeto) y árboles caducifolios (especialmente, chopos). Las plantas de tipo tropical o subtropical como el bambú también están presentes en este territorio, aunque sólo en determinadas zonas costeras del sur del país. La costa oeste, sobre el mar Amarillo, está seriamente contaminada: la degradación atmosférica y marítima comenzó ya en la década de 1970.
- Datos: Q718476
- Multimedia: Geography of South Korea / Q718476